# Jeremstar
Pour les articles homonymes, voir Gisclon.
Jeremstar, de son vrai nom Jérémy Gisclon, né le 4 janvier 1987 à Lyon, est un vidéaste-web, intervieweur, célébrité, humoriste, chroniqueur de télévision français et ancien blogueur, spécialiste de la téléréalité.
Il se fait d'abord connaître sur Internet avec notamment La Conciergerie de Jeremstar et ses « interviews-baignoires » qu'il publie sur son blog, où il interview des candidats de téléréalité dans sa salle de bain. Entre septembre 2017 et janvier 2018, il est chroniqueur de télévision sur C8 dans l'émission Les Terriens du dimanche !
En 2020, il reprend les interviews dans La Pyjama Party, une série d'émissions sur YouTube où il reçoit des personnalités faisant l'actualité, avec pour concept des interviewes en pyjama. À partir de 2020, il se lance dans une tournée avec son premier one-man-show, Jeremstar enfin sur scène.

## Biographie

### Jeunesse et formation
Il naît le 4 janvier 1987, à Lyon.
Son père travaille dans la mise en page au Progrès et sa mère dans les ressources humaines. Il grandit près de Lyon. Fils unique, il déclare avoir souffert d'un manque d'amour de la part de ses parents divorcés. Pendant l'adolescence, Jérémy est un garçon timide et discret, souffrant de l'homophobie de ses camarades de classe.
En 2001, il découvre Loft Story, la première émission de téléréalité grand public diffusée en France, ce qui éveille en lui le souhait de participer à des émissions et de devenir une star.
Jeremstar obtient un baccalauréat littéraire en 2005, puis deux licences en communication et tourisme dans le cadre d'une licence en information et communication à l'université Lyon 2 entre 2005 et 2008. Ensuite, il entre dans une école pour devenir steward. Il décide de mettre de côté cette voie professionnelle au profit d'une carrière dans les médias.

### Débuts médiatiques (2007-2010)

#### Premiers «buzz» et téléréalité
Jeremstar se fait connaître à la fin des années 2000 en s’exhibant nu sur internet, dans la rue, lors de shows dans des boîtes de nuit ou en photo, son but étant de devenir célèbre sans forcément avoir un talent en particulier. À l'été 2007, Jeremstar crée le « buzz » en raison de sa rencontre culottée avec Paris Hilton lorsqu'il s'invite chez elle en sonnant à sa porte à Los Angeles. Fin 2007, il participe au tournage Next Made in France, diffusé en 2008 sur Virgin 17. Il participe également sur NRJ 12 à l'émission, Les 12 cœurs.
Son personnage public excentrique et décalé, qu'il popularise notamment sur Snapchat en postant de très nombreuses vidéos de sa vie quotidienne, lui permet de devenir un véritable phénomène internet. En 2008, il se lance dans la musique et sort un premier single Orgasmique. L'année suivante, paraît un second single, intitulé Strip médiatique.
Il enchaîne les passages sur les plateaux de télévision — notamment ceux des émissions de Jean-Marc Morandini — où il se fait remarquer en se déshabillant. Ces apparitions médiatiques font beaucoup parler de lui. En 2010, il participe à l'émission Tellement Vrai, où un reportage le montre cherchant l'amour. La même année, parait son premier livre Jeremstar, star à tout prix, écrit en collaboration avec Bertrand Deckers, qui retrace sa biographie. C'est la même année qu'il se lance dans les interviews de candidats de téléréalité, qu'il publie sur internet.

### Carrière et notoriété (depuis 2011)

#### La Conciergerie de Jeremstar
En 2011, il décide de monter son propre site web consacré à l'actualité de la téléréalité, La Conciergerie de Jeremstar. Ce site est composé de potins et de parasitage médiatique comme il le décrit, accueillant deux millions de visiteurs uniques chaque mois. Progressivement, le blogueur se met à fréquenter les candidats des émissions. C’est ainsi qu’il décroche ses interviews et s’immisce dans l’intimité des stars de téléréalité. Ses interviews dans une baignoire, avec de la mousse et des canards en plastique, participent à son succès. Il développe aussi en parallèle d'autres concepts d'interviews : La Laverie et La Pyjama Party. Il est éditeur également du site Gossip.fr traitant du même sujet. Le 8 décembre 2011, il sort un documentaire Jeremstar, la vérité, qu'il met en vente sous forme de DVD.
Il est invité à la troisième saison de l’île des vérités, sur NRJ12, en 2013. Il publie ensuite en collaboration avec Mikl Mayer la bande-dessinée People : Les dessous de la célébrité, qui raconte des histoires sur les personnalités de la téléréalité. L'année suivante, Jeremstar participe à la sixième saison des Anges de la téléréalité en tant qu'invité. On[Qui ?] le retrouve aussi en juillet 2014 dans le troisième épisode de la saison 2 d'Allô Nabilla.
En 2015, il crée son entreprise, Jeremstar, dont il est le gérant. Elle comporte quatre salariés dont Clarisse Mérigeot, ancienne journaliste people, désormais directrice de communication s'occupant du développement, du « media coaching » ou de contrats événementiels. Sa société approcherait un chiffre d'affaires de 800 000 euros en 2016.
Sur sa chaîne YouTube, il révèle avoir été condamné deux fois par la candidate de télé-réalité Nehuda. Une fois pour violation de la vie privée et une autre pour injure.
Son entretien avec Amine Mojito en 2016 est visionné plus de cinq millions de fois et suscite des réactions. Néanmoins, ses interviews et ses publications sans langue de bois, parfois très antipathique envers certains candidats de téléréalité, le mettront à dos d'une partie des célébrités de téléréalité car beaucoup pensent qu'elles ne peuvent pas lui faire confiance à cause de son travail. Il est également connu pour ses exclusivités et ses révélations sur les émissions de téléréalité qu'il dévoile sur son blog avant qu'elles ne soient diffusées. Il n'hésite d'ailleurs à pas communiquer les fiches de paie des candidats de téléréalité, des scénarios, des tricheries ou des violences s'il y a, quand elles ne sont pas diffusées à l'antenne[réf. nécessaire].

#### PersonnageJeremstar
Jeremstar se présente comme un personnage ironique teinté d'expressions et d'identités vocales farfelues comme « Je hurle ! », ponctuant les révélations people, ou « Poule pondeuse », surnom donné aux candidates de téléréalité qui ont eu ou prévoient d’avoir un enfant, mais aussi « Plus loin... », à la fin de chaque blague de plus ou moins mauvais goût, et « Vermine » pour désigner ses interlocuteurs. Ses fans sont appelées les Jeremstarlettes. Certaines de ses vidéos comptabilisent cinq millions de vues. Outre ses gimmicks verbaux, très populaires auprès des jeunes internautes, le succès de Jeremstar tient entre autres à son usage du second degré : il joue volontiers de son homosexualité dont il tire souvent des effets comiques, par exemple en employant une voix efféminée à l'excès.

#### Notoriété sur les réseaux sociaux
Jeremstar est aussi célèbre pour ses publications régulières sur le réseau social Snapchat qui sont beaucoup suivies, particulièrement par les jeunes. Entouré d'une bande d'amis à qui il donne des surnoms, qu'il tourne en dérision, il enchaîne les pitreries, les propos décalés et les mises en scène avec des gimmicks vocaux que reproduisent ses fans. Il serait le francophone le plus suivi avec plus de 800 000 abonnés. Sur Twitter et Instagram, il cumule plus de deux millions d'abonnés. En 2016, il est le francophone le plus suivi sur les réseaux sociaux et la personnalité française la plus recherchée de l'année sur Google,,.

#### Premiers livres et carrière à la télévision
Le 29 avril 2016, Jeremstar est l'invité de l'émission Le Grand Journal sur Canal+ pour présenter son deuxième livre, Téléréalité : le manuel pour percer,,. Le 20 janvier 2017, lors d'un nouveau passage dans la même émission, il affirme avoir été démarché par un parti politique pour en faire la promotion en vue de l'élection présidentielle, ajoutant que « le but était d'assister à un meeting, de snaper le meeting, d'inciter les Jeremstarlettes à voter, de faire une éducation citoyenne », sans toutefois préciser de quel parti dont il s'agit. En parallèle, il déclare être en préparation d'un one-man-show.
À partir de l'été 2016, Jeremstar est approché par la direction d'NRJ 12 pour intégrer Le Mad Mag en raison des mauvaises audiences de l'émission, de plus en plus en perte de vitesse. Dans un premier temps, il aurait été question qu'il intervienne dans l'émission via des magnétos, des pastilles-humoristiques ou des micro-trottoirs. Face à son refus, la chaîne lui propose finalement de co-animer l'émission, mais celui-ci déclinera la proposition. En effet, il prétendra que le salaire que lui proposait la chaîne étant bien trop bas pour accepter cette offre et que cela aurait fait faillite à sa société comportant de nombreux employés.
En février 2017, dans l'émission Salut les Terriens ! animé par Thierry Ardisson, il déclare que plusieurs professions comme les policiers, les médecins ou les gardiens de prison le contactent pour lui divulguer des informations sur les people (Nabilla par exemple). Toutefois, il affirme ne jamais verser d'argent pour ces informations.
Il publie son autobiographie, Jérémy Gisclon, ma biographie officielle, le 5 octobre 2017. Celle-ci se vend à 40 000 exemplaires en 24 heures.
En septembre 2017, il rejoint l'équipe de chroniqueurs de l'émission Les Terriens du dimanche, présentée par Thierry Ardisson sur C8.

#### Interventions en écoles de commerce
Depuis juin 2023, Jeremstar dispense des modules de cours à l'INSEEC dédiés au “Social Media & Social Commerce”. Il est également le parrain de l'école de commerce Noschool depuis septembre 2024.

#### Affaire «JeremstarGate» (2018-2021)
(voir infra)

#### One-man-show:Jeremstar enfin sur scène
Le 23 septembre 2019, il dévoile la tournée de son premier spectacle Jeremstar enfin sur scène sur les réseaux sociaux. Le 26 janvier 2020, il monte sur scène pour la première fois à Rennes au théâtre Saint Grégoire. La tournée est prévue pour se dérouler pendant deux ans.

### Affaire «JeremstarGate» (2018-2021)
En janvier 2018, Pascal Cardonna, cadre chez France Bleu est accusé d'avoir profité de sa relation amicale avec Jeremstar pour proposer des rencontres sexuelles à des mineurs. Une plainte pour « viol sur mineur » est déposée contre Jeremstar. Elle sera classée sans suite en 2021.

#### Accusation et retrait des médias
La polémique débute en janvier 2018 lorsqu'un internaute (« Aqababe ») — qui dit vouloir se venger de Jeremstar car ce dernier lui aurait volé un « scoop » à propos de deux candidats de téléréalité — diffuse une vidéo montrant le chroniqueur en train de se masturber. L'internaute évoque dans le même temps la proximité de Jeremstar avec Pascal Cardonna, qui l'a aidé à se lancer en 2011 en finançant son premier DVD. Cardonna — qui joue les comparses de Jeremstar, sous le sobriquet de « Babybel », dans de nombreuses vidéos — est en effet accusé par l'internaute d'avoir fait des propositions sexuelles explicites à des garçons mineurs, en échange d’une promesse de rencontre avec Jeremstar. Sur Twitter, l'affaire prend une telle ampleur que le soir du 16 janvier 2018, le hashtag « #JeremstarGate » est en Top Tweet sur le réseau social. Jusque-là très actif sur les réseaux sociaux, Jeremstar cesse provisoirement toute activité, ce scandale étant selon L'Express « une crise sans précédent dans sa carrière longue de 10 ans ».
Le 17 janvier, la participation de Jeremstar aux Terriens du dimanche est suspendue,,,. En réponse, Jeremstar publie un communiqué dans lequel il nie toute participation aux agissements supposés de Pascal Cardonna ; il dépose également plainte pour atteinte à l'intimité de sa vie privée,. Pascal Cardonna, contre qui plusieurs témoignages sont réunis, porte plainte quant à lui pour diffamation et atteinte à la vie privée. Quelques jours plus tard, un jeune homme de 18 ans porte plainte contre Pascal Cardonna pour corruption, agression sexuelle sur mineur, recours à la prostitution et viol sur mineur. Les faits allégués remontent à une époque où le plaignant était âgé de 15 ans ; Jeremstar est lui aussi visé par la plainte, qui le décrit comme complice,. Jeremstar réagit en dénonçant des « affabulations », et fait savoir dans le même temps qu'il se désolidarise de Pascal Cardonna. Le même jour, un mineur de 14 ans au moment des faits présumés affirme vouloir porter plainte en invoquant une pression psychologique exercée par Pascal Cardonna, avec qui il aurait eu une relation sexuelle tarifée,.
Début février 2018, deux des jeunes hommes ayant porté plainte contre Pascal Cardonna pour « viol aggravé sur mineur » et « corruption, recours à la prostitution » à l'encontre de Jeremstar seraient prêts à retirer leur plainte, affirmant que toute cette histoire aurait été orchestrée et mise en scène par le paparazzi Jean-Claude Elfassi, qui aurait voulu se venger du chroniqueur,. Un des deux jeunes hommes affirme vouloir « rétablir la vérité » et que Jeremstar, soupçonné de complicité « n'avait rien à voir dans l'histoire ». Toutefois, aucune confirmation écrite ou retrait de plainte n'a encore été déposée. Finalement, Pascal Cardonna a été condamné le mardi 4 janvier 2022 à 2 ans d'emprisonnement dont 18 mois de sursis, pour « agression sexuelle sur mineur ».
Fin juin 2020, Jeremstar doit annuler sa participation à l’émission Fort Boyard à la suite des révélations faites lors de la parution du livre Jeremstar War : La fesse cachée de Jeremstar écrit par Oli Porri Santoro. Il est soupçonné de propos et d'agissement racistes. Selon son communiqué sur le média Télé-Loisirs, il serait victime de harcèlement et dit vouloir porter plainte. Le 23 septembre 2020, le parquet de Paris a ouvert une enquête visant Jeremstar à la suite d'une plainte d'un ancien collaborateur, Bruno Etenna, pour « travail dissimulé », « harcèlement » et « violences à caractère racial ».

#### Retour médiatique et départ desTerriens du dimanche!
Le 22 mars 2018, après deux mois de silence médiatique depuis le début de l'affaire, il intervient comme invité dans l'émission Quotidien. Il réaffirme que le scandale concerne essentiellement Pascal Cardonna, se désolidarisant à nouveau de son ancien comparse et se dit « absolument dégoûté » des réseaux sociaux, notamment de Twitter qui « est désormais une zone de non droit où l’on peut bousiller la réputation de quelqu’un ». Il commente également « le Jeremstar sans limite et parfois un peu trash ça ne peut plus être possible, j’ai mûri ». Il annonce qu'il va reprendre ses activités mais avec des changements : il ne recevra plus de candidats de téléréalité dans sa baignoire et souhaite s'engager contre le cyberharcèlement.
Il était question que Jeremstar fasse son retour essentiellement sur C8 (la chaîne lui interdisant de s'exprimer ailleurs sous peine d'être directement écarté), ce qu'il ne respecte pas en allant sur TMC dans Quotidien, émission et chaîne directement concurrente de Touche pas à mon Poste !. La direction et la chaîne C8 ont immédiatement réagi, voyant cela comme de la provocation, en affirmant que Jeremstar ne réintégrera pas la chaîne où il travaillait en tant que chroniqueur dans Les Terriens du dimanche !. Thierry Ardisson, animateur de l'émission, déclare cependant être prêt à reprendre Jeremstar. En juin, la chaîne annonce finalement qu'il est définitivement écarté du programme. Depuis son retour médiatique, bien qu'il ait arrêté les interviews dans son bain, il reprend les interviews de diverses personnalités et célébrités qui font l'actualité sur les réseaux sociaux, qu'il invite dans son émission La Pyjama Party sur Youtube.
Il joue au théâtre au côté d'Enora Malagré le 6 avril 2019, pour une représentation unique, afin d'y interpréter un interrogatoire et son ressenti sur l’affaire dont il a été au cœur.

#### Décisions judiciaires
Le 17 juin 2021, la plainte pour « viol sur mineur » contre Jeremstar a été classée sans suite par le procureur de Nîmes. « Dénonciations calomnieuses, diffamations et faux témoins, j’ai vécu un enfer qui m’a littéralement détruit », assure le blogueur en déplorant avoir été « condamné par le tribunal populaire des réseaux sociaux ».
Dans la foulée de cette décision de justice, Jeremstar obtient la condamnation d'un journaliste à de la prison ferme pour cyber-harcèlement. Le 22 juin 2021, le tribunal judiciaire de Nice prononce une peine de douze mois de prison dont quatre ferme à l’encontre d’Olivier Porri Santoro pour « harcèlement au moyen d’un support numérique, propos ou comportements répétés ayant pour effet une dégradation des conditions de vie »,,.

## Arrestation
Le lundi 2 octobre 2023, Jeremstar est menotté puis évacué par la police après avoir protesté devant un défilé Louis Vuitton lors de la fashion week à Paris. Accompagné par l'association Peta, il dénonçait l’utilisation de peaux d’animaux exotiques dans les vêtements de la marque de luxe.

## Vie privée
Jeremstar est gay. Il parle régulièrement de son homosexualité à travers ses réseaux sociaux. En couple avec Lorenzo depuis 2017, ils se séparent en octobre 2021 comme l'annonce le blogueur sur ses réseaux sociaux. Il est a présent marié depuis le 21 avril 2025 avec Baptiste rencontré le 24 novembre 2024 en Thaïlande. 

## Télévision

### Candidat
- 2008 : Next Made in France – Virgin 17
- 2008 : Les Douze Cœurs – NRJ 12
- 2013 : L'Île des vérités 3 – NRJ 12
- 2014 : Les Anges de la téléréalité 6 – NRJ 12
- 2014 : Les Anges de la téléréalité 6 : Les retrouvailles – NRJ 12
- 2014 : Allô Nabilla 2 : En famille à Paris – NRJ 12
- 2017 : Fort Boyard – France 2
- 2019 : Fort Boyard – France 2

### Chroniqueur
- 2017-2018 : Les Terriens du dimanche ! – C8

## Internet

### Émissions d'interviews
- 2012-2018 : La Conciergerie de Jeremstar
- 2014-2017 : La Laverie
- Depuis 2016 : La Pyjama Party
- Depuis 2021 : Baby Story

## Spectacle
- 2020-2022 : Jeremstar enfin sur scène - (co-écrit et mise en par Clarisse Merigeot-Cassaignau)

## Discographie

### Singles
- 2008 : Orgasmique[66]
- 2009 : Strip médiatique[67]
- 2024 : Polémique (ft. Téo Lavabo)

## Jeu de société
- 2020 : Game box Jeremstar (120 cartes de questions, de confessions et de défis hilarants !), Hugo Image[68]